# Otto-Nagel-Straße (Berlin)
Die Otto-Nagel-Straße ist eine von Süd nach Nord führende Straße im Berliner Ortsteil Biesdorf im Bereich nördlich der Bundesstraße 1. Sie verläuft von der Kulmseestraße zur Cecilienstraße und umfasst in Hufeisennummerierung die Hausnummern 1 bis 138. Zwischen 1906 und dem 30. Mai 1968 hieß sie Königstraße.

## Geschichte
Im Jahr 1901 wurden in Biesdorf-Nord die Colonie Biesdorf-Nord gegründet und zu deren Erschließung zahlreiche Straßen rasterförmig angelegt. Einer dieser Verkehrswege war die Königstraße, deren Name sich allgemein auf einen König bezog.
In der Königstraße 120 fand im Jahr 1911 die erste Biesdorfer Obst- und Gartenausstellung statt. Wegen des großen Zuspruchs wurde ab Mitte der 1930er Jahre die Gartenausstellung als Blütenfest jeweils eine Woche lang im Schlosspark Biesdorf gefeiert. Im Jahr 2000 wurde diese Tradition wieder aufgegriffen. Die Fläche in der Otto-Nagel-Straße 120 wurde in den 1970er Jahren mit Wohnhäusern bebaut, Gaststätte und Kinogebäude sind damit nicht mehr erhalten.
In dieser Straße entstanden neben kleinen Wohngebäuden Lebensmittelgeschäfte, eine Drogerie, zwei Gaststätten (unter anderem auf der Parzelle Nummer 120), kleine Handwerkerfirmen.
Erwähnenswert ist auch, dass in der Königstraße in den 1920er Jahren gleich zwei Kinos eröffneten: im Haus Nummer 120 das Capitol (Schiller Festsäle) und im Haus Nummer 17 die Biesdorfer Lichtspiele, beide mit jeweils mehr als 200 Zuschauerplätzen. Die Biesdorfer Lichtspiele wurden Mitte der 1930er Jahre geschlossen, das Capitol stellte seinen Spielbetrieb in der Königstraße zum Ende des Zweiten Weltkriegs ein (siehe auch Liste der Kinos im Bezirk Marzahn-Hellersdorf).
Nach der Eingemeindung der meisten Dörfer um Berlin im Jahr 1920 gab es in Groß-Berlin zahlreiche Mehrfach-Straßennamen, darunter auch mehrere Königstraßen. Durch die Vergabe neuer Namen sollten diese verringert werden, die Königstraße in Biesdorf behielt allerdings ihren Straßennamen. Nach der Oberfeldstraße (1935 aus Bahnhofstraße und Marzahner Straße neu gebildet und benannt) diente sie der Verkehrsanbindung der Anwohner und der Versorgung mit Dingen des täglichen Bedarfs in Biesdorf-Nord.
In einer Veröffentlichung des Schauspielers Hardy Krüger findet sich der Hinweis, dass seine Familie im Jahr 1934 ein Haus neben dem Kino Capitol beziehen konnte, das ihnen ein Onkel aus den USA geschenkt hatte. Die Bekanntschaft mit dem Filmvorführer sorgte für ein starkes Interesse von Krüger an der Filmbranche.
Nach dem Ende des Zweiten Weltkriegs gab es hier weder Gaststätten noch Geschäfte. In den 2010er Jahren existieren nur noch zwei Geschäfte in dieser Straße: ein Autoservice und ein Design-Studio.

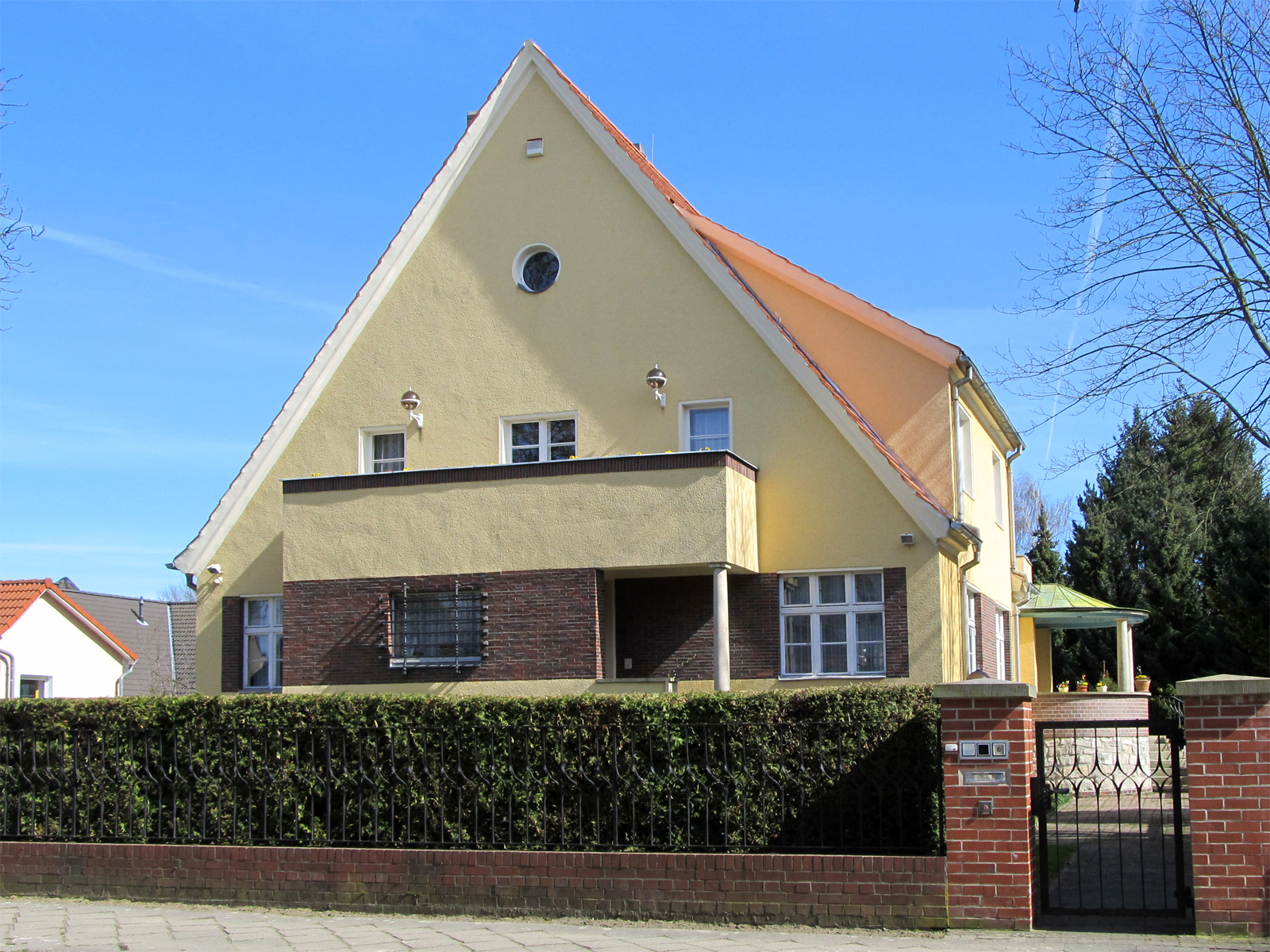
Ehemaliges Wohnhaus von Otto Nagel

Von 1951 bis 1967 lebte und arbeitete der Künstler und Grafiker Otto Nagel in der Königstraße Nummer 4–6. Nach seinem Tod wurde die Straße zu seinen Ehren am 30. Mai 1968 in Otto-Nagel-Straße umbenannt. An seinem ehemaligen Wohnhaus wurde eine kupferne Gedenktafel angebracht. Das Wohnhaus, um 1930 errichtet und später geringfügig umgebaut, steht darüber hinaus unter Denkmalschutz. Nach der politischen Wende stand der Straßenname zur Diskussion, denn einige Anwohner und Vertreter städtischer Behörden wollten sie in Königstraße zurückbenennen. Nach kontroversen Diskussionen fiel die Entscheidung aber zugunsten des Künstlers Otto Nagel.

## Stolpersteine
Vor den Häusern Nummer 19 und Nummer 38 sind insgesamt vier Stolpersteine für ehemalige Bewohner verlegt, an deren Schicksal hier erinnert wird.